# Біологічний факультет Львівського національного університету імені Івана Франка
Біологічний факультет — структурний підрозділ Львівського національного університету імені Івана Франка

## Історія факультету
Дослідження з біології у Львівському університеті розпочалися наприкінці XVIII ст., коли почали вивчати флору Прикарпаття. У гербарії біологічного факультету ще з цих часів є збори рослин Остапа Волощака, Олександра Завадського, Йосипа Лаговського, Антонія Ремана та ін.
У 1852 р. від кафедри ботаніки відокремилася кафедра зоології. Нею з 1884 р. завідував Бенедикт Дибовський — перший дослідник фауни озера Байкал і Прибайкалля. У Львівському університеті Б. Дибовський заснував зоологічний музей.
У 1852 р. професор Гіацинт Лобажевський заклав ботанічний сад Львівського університету.
Наприкінці XIX ст. розпочалися дослідження з фізіології людини і тварин, ембріології, порівняльної анатомії, антропології.
У 1920—1940 рр. в університеті працював біохімік Якуб Парнас, який дослідив роль фосфорних сполук у процесі гліколізу в м'язах чим доповнив схему гліколізу Ембдена-Меєргофа.
Біологічний факультет був утворений у 1940 р. на базі природничого факультету у складі 10-ти кафедр, на яких працювало 24 викладачі, з них 9 професорів та 6 доцентів.
У повоєнні роки на факультеті працювали член-кореспондент АН України М. Г. Попов, професори А. С. Лазаренко, К. М. Леутський, В. О. Захваткін, П. М. Никифоровський, П. Д. Ярошенко, П. С. Литвинов, доценти О. Г. Гебгардт, Ф. Й. Страутман та ін.
У 1940 р. було створено низку кафедр: морфології та систематики рослин, анатомії та цитології рослин, фізіології рослин, мікробіології, біохімії, загальної зоології, зоології і порівняльної анатомії, фізіології тварин, дарвінізму, антропології, а у 1945—1947 рр. — фізіології рослин та біохімії. Пізніше, у 1974 р. була утворена кафедра біофізики і математичних методів у біології, а в 1976 р. — кафедра генетики і біотехнології. У 2012 році було створено кафедру екології.
Нині на факультеті існує 9 кафедр, 3 науково-дослідні лабораторії, гербарій, зоологічний музей, міжкафедральна лабораторія математичних методів у біології, міжфакультетська лабораторія електронної мікроскопії.
Біологічний факультет готує викладачів біології та хімії середніх шкіл, технікумів та ЗВО, працівників науково-дослідних лабораторій та установ, біотехнологічних підприємств, природоохоронних організацій.
Студентів біологічного факультету залучають до наукової роботи, для чого функціонують наукові лабораторії факультету, ботанічний сад, гербарій, Зоологічний музей імені Бенедикта Дибовського, а також високогірний біологічний стаціонар у Карпатах, Шацький біолого-географічний стаціонар з еколого-гідробіологічною лабораторією на Поліссі, методичний кабінет, два комп'ютерних класи. При кожній кафедрі працює студентський науковий гурток.
Щороку проводиться Міжнародна наукова конференція студентів і аспірантів «МОЛОДЬ І ПОСТУП БІОЛОГІЇ».
Також на факультеті існує аспірантура з низки спеціальностей.

## Структура факультету
Головними структурними підрозділами факультету є 9 кафедр:
- Кафедра біофізики та біоінформатики
- Кафедра біохімії
- Кафедра ботаніки
- Кафедра генетики та біотехнології
- Кафедра мікробіології
- Кафедра зоології
- Кафедра фізіології людини та тварин
- Кафедра фізіології та екології рослин
- Кафедра екології [Архівовано 10 серпня 2020 у Wayback Machine.]